# 阿部和香子
阿部 和香子（あべ わかこ、1966年4月4日 -）は、福島県会津若松市出身の自転車選手である。日本における女子ロードレース黎明期に活躍した選手である。愛称は「ワッコちゃん」。

## 来歴
中学の時にスピードスケートを始め、2年の時、全国中学校総体の3000mで8位に入賞した。夏場の筋力トレーニングが、自転車競技へ出会うきっかけとなった。
若松第一高等学校卒業。当時はまだ女子ロードのレベルは高くなかったため、男子のレースに混じって参加し、38位ながら参加人数の半分以上の男子選手に先着した事もある。
1983年には世界選手権自転車競技大会に出場し、28位の成績を残した。
高校3年の1984年のロサンゼルスオリンピックに個人ロードで出場、40位であった。
1985年1月の全国高校スケート競技選手権で3年ぶりにスピードスケート大会に出場した。高校卒業後は、大阪の建設会社への就職が内定していた。

自転車競技においては、全日本アマチュア選手権での1984年と85年の連覇および1989年の優勝の記録が残っている。
また、1982年4月にタイで行われた「第10回アジア自転車競技選手権大会」に日本代表として参加。　これは、日本女子ロード代表初めての海外遠征であった。